# Pijlenbundel
De pijlenbundel is in de heraldiek het zinnebeeld van de kracht die men gezamenlijk heeft. Eén enkele pijl kan men gemakkelijk breken, een bundel pijlen is daarentegen zo sterk dat dat niet lukt.
De humanistisch geschoolde landsheer Karel V sprak in 1520 in Brussel de Staten-Generaal van de Nederlanden toe en verwees naar de door Plutarchus verhaalde legende van koning Scilurus die zijn 24 kinderen die zich rond zijn sterfbed verzameld hadden, liet zien dat men een bundel van 24 pijlen niet kon breken.
"Eenheid en vriendschap maken onoverwinnelijk" zo vatte de jonge heer der Nederlanden het verhaal samen.
In Spanje werd de pijlenbundel gebruikt als sprekend wapen van Karels grootvader Ferdinand II van Aragón. Het Spaanse woord voor pijlen is "flechas". Ook nu laat de Spaanse koning in zijn wapencompositie, op munten en ridderorden nog  pijlenbundels afbeelden.
De Liga tegen Granvelle nam in 1564 de pijlenbundel aan als protestsymbool, nadat Margaretha van Parma de narrenkop op hun mouwen had verboden.
De pijlenbundel vond op 17 april 1578 een plaats in de klauw van de Generaliteitsleeuw, het wapen van de opstandige Staten-Generaal van de Republiek der Zeven Verenigde Nederlanden die in de Unie van Utrecht waren verenigd. 
De pijlenbundel kwam voor in  het zegel van de Staten van de Verenigde Nederlanden. Het zegel van de zeventien gewesten die door Karel V in 1548 tot een staat waren samengevoegd, toonde een klimmende leeuw, met in de opgeheven rechterpoot een zwaard en in de linker een bundel van zeventien pijlen met de punten omlaag. De pijlen waren samengebonden tot een bundel met een lint. Op het lint stond het woord 'Concordia'. De graaf van Egmond nam daarna in 1564 deze bundel pijlen als teken van de eendracht onder zijn bondgenoten, nadat de Geuzen eerder andere tekens gevoerd, waaronder de zotskap en de bedelnap.
Ook in het huidige Rijkswapen draagt de leeuw een pijlenbundel. Sinds 1907 zijn dat zeven pijlen.
De pijlenbundel komt ook in Nederlandse onderscheidingen geregeld voor; onder andere in het Witte Mobilisatiekruis 1914-1918 en het Mobilisatiekruis 1914-1918 en eerder, in het koninkrijk Holland, in de keten van de Orde van de Unie.

adelaar · Agnus Dei · alliantiewapen · andreaskruis · ankerkruis · armoriaal · baldakijn · barensteel · bezant · Bourgondisch kruis · brisure · cartouche · centaur · cordelière · dekkleed · dorpsvlag · dorpswapen· drieberg · dubbelkoppige adelaar · dwarsbalk · fleur de lis · fleuron · Friese adelaar · gaande leeuw · gecarteleerd · Gelderse leeuw · gepaald · gravenkroon · groot wapen · griffioen · hartschild · helmkroon · helmteken · heraldische kleur · herautstuk · hermelijn · hoed · Hollandse tuin · huismerk · Jeruzalemkruis · karbonkel · keizerskroon · keper · koek · kromstaf · kroon · krukkenkruis · kwartier · kwartileren · kwartierzoom · leeuw · markiezenkroon · merlet · molenijzer · motto · muurkroon · nassaublauw · natuurlijke kleur · Nederlandse leeuw · Nederlandse Maagd · ombrellino · ordeketen · palen · pentagram · pijlenbundel · raadselwapen · raaf · respectant · riddertoernooi · rijksbanier · rijkskleuren · rijksstandaard · rijkswapen · roos · Rudolfinische keizerskroon · Saksenros · Saladins Adelaar · scharlakenrood · schildhoofd · schildhouder · schildvoet · schildzoom · schoof · schuinbalk · schuinstreep sinister · sinister · sleutels van Petrus · socialistische heraldiek · sprekend wapen · stadskleuren · standaard · stedenmaagd · ster · tinctuur · vair · vermeerdering · vlag · vorstenhoed · vrijheidshoed · vrijkwartier · vrouwenwapen · wapen · wapenbelasting · Wapenboek Beyeren · Wapenboek Gelre · wapenbord · wapendiploma · wapendier · wapenkast · wapenkoning · wapenmantel · wapenrecht · wapenrol · wapenstier · wapentent · wassende en afnemende maan · Waterlandse zwaan · Westfriese boomwapens · wildeman · wolfsangel · wrong